# Porte du Milieu
La porte du Milieu est un monument historique situé à Lauterbourg, dans le département français du Bas-Rhin.

## Localisation
Ce bâtiment est situé à Lauterbourg.

## Historique
L'édifice fait l'objet d'une inscription au titre des monuments historiques depuis 1931.